# Chaux-la-Lotière
Chaux-la-Lotière là một xã thuộc tỉnh Haute-Saône trong vùng Franche-Comté phía đông nước Pháp.